# Beinn Bhreac (Islay)
Beinn Breac (gälisch: gesprenkelter Berg) ist ein Berg auf der schottischen Hebrideninsel Islay. Die 286 m hohe Erhebung befindet sich in einer dünnbesiedelten Region im Norden der Insel zwischen Loch Gruinart und dem Islay-Sund. Die nächstgelegene Ortschaft ist das 6,5 km südöstlich gelegene Ballygrant. Beinn Bhreac ist nicht an das Straßennetz der Insel angeschlossen. Bei dem nächstgelegenen Weg handelt es sich um eine unbefestigte Piste, die von Craigens Farm entlang dem Ostufer von Loch Gruinart verläuft und verschiedene, heute aufgegebene Siedlungen verbindet.

## Umgebung
In der Umgebung von Beinn Breac wurde früher Landwirtschaft betrieben. Die Höfe werden heute jedoch nicht mehr genutzt. In südöstlicher Richtung befindet sich möglicherweise ein historischer Cairn.